# Seowon
Seowon (hangul: 서원; 書院) je naziv za tipične konfucijanske obrazovne institucijee koje se nalaze širom južnih pokrajina Korejskog poluotoka, a izgrađene su za dinastije Joseon. Bile su to privatne institucije u kojima su se kombinirali konfucijanski hram i pripremna škola za državni upravni ispit (gwageo), i obično su ih pohađala djeca aristokratskog yangban staleža. God. 2019. UNESCO je devet ovih škola u Republici Koreji upisao na popis mjesta svjetske baštine u Aziji jer „ilustriraju povijesni proces u kojemu je neokonfucijanizam iz Kine bio prilagođen korejskim uvjetima”. Ovi samostani, izgrađeni od 15. do 19. stoljeća, pokazuju zajedničke funkcije seowona izražene u njihovom dizajnu: učenje, poštovanje učenjaka i interakcija s okolinom. Smješteni u blizini planina i izvora vode, njegovali su poštovanju prirode i oblikovanju uma i tijela. Zgrade u stilu paviljona bile su namijenjene lakšoj povezanosti s krajolikom.

## Povijest i odlike
Seowoni se prvi put javljaju u Koreji u ranoj dinastiji Joseon. Izgrađeni su po uzoru na ranije privatne kineske akademije klasičnog učenja, poznate kao shuyuan, a koje su nastale u 8. stoljeću pod dinastijom T'ang, a kasnije su raspuštene pod dinastijom Yuan, da bi postale tek pripremne škole za carske ispite pod vladinom kontrolom.
Točna godina uvođenja seowona u Koreju se ne zna za sigurno, ali je 1418. god. kralj Sejong Veliki nagradio dva znanstvenika za organiziranje seowona u Gimjeu i Gwangjuu. Prvi sewon koji je primio kraljevsku povelju bio je Sosu seowon u Punggiju, kojim je predsjedao Toegye, a kralj Myeongjong mu je 1550. godine darovao viseću ploču.
Mnoge seowone su osnovali vodeći literati (seonbi) ili lokalne grupe yangbanskih obitelji koje su stvorile obrazovni sustav i opipljive građevine koje omogućuju potpuno predavanje učenju, poštovanju i interakciji. Na primjer, seonbi Ju Se-bong osnovao je Sosu seowon, koji je nastavio s radom dugo nakon njegove smrti. Neke od njih sagradili su sarimski učenjaci (moćna klasa učenjaka u Koreji) koji su se povukli u sela usred Korejske književne čistke sarima (sahwa) u 16. stoljeću i poslužili su kao njihova politička baza.
Sarimi su proučavali neokonfucijanske klasike i književna djela, nastojali razumjeti svemir i postati idealna osoba kroz povezanost s uglednim znanstvenicima i krajolikom. Najviše su se poštovali kasne suvremene neokonfucijanske figure i formirali su snažnu akademsku ložu kojom su na čelu bili ugledni učenjaci. Nadalje, lokalni literati dali su značajan doprinos širenju načela neokonfucijanizma kroz različite društvene i političke aktivnosti utemeljene u seowonima.
Većina sewona bila je zatvorena ediktom regenta Daewon-guna u burnim posljednjim godinama 19. stoljeća. God. 1864. zabranio je neovlaštenu izgradnju kanalizacije, a 1868. ukinuo je njihovo oslobađanje od poreza, te je napokon 1871. naredio da se zatvore svi osim nekolicine seowona. Provincijski yangbani su bili ogorčeni ovim mjerama, i to je jedan od razloga što je Daewon-gun bio protjeran s vlasti 1873. god; međutim, sewoni su ostali zatvoreni.

## Popis lokaliteta
| Broj | Slika | Ime                                  | Osnutak | Lokacija                           | Koordinate                                      | Odlike |
| ---- | ----- | ------------------------------------ | ------- | ---------------------------------- | ----------------------------------------------- | --- |
| 1.   |       | Sosu seowon (hangul: 소수서원)       | 1542.   | Yeongju (Sjeverni Gyeongsang)      | 36°55′32″N 128°34′48″E / 36.92556°N 128.58000°E | Najstariji seowon u Koreji koji je osnovan za vrijeme dinastije Joseon na ulazu u hram Suksusa, u Sunheung-myeonu, grad Yeongju. Sosu seowon osnovao je Ju Sebung (주세붕 /周世鵬 1495. – 1554.), koji je bio sudac okruga Pungseong. Sosu seowon je jedan od 47 seowona koji su preživjeli ukidanje seowona 1871. god. Dobro je sačuvan i zadržao je većinu svojih starih zgrada, te je označen kao nacionalno blago Južne Koreje br.55. |
| 2.   |       | Namgye seowon (hangul:함양 남계서원) | 1552.   | Hamyang (Južni Gyeongsang)         | 35°32′54″N 127°46′59″E / 35.54833°N 127.78306°E | Drugi seowon osnovan u Koreji, nacionalno blago Južne Koreje br. 499., posvećen Cho Siku (1501. – 1572.), također je poznat kao Deokchon seowon. Ovaj seowon udario je temelje za oblik i raspored zgrada jednog seowona, što je često nastavljeno u seowonima koji su slijedili. Ovdje zgrade slijede jedna drugu od dna do vrha: ulaz, zatim mjesta opuštanja i proučavanja i na kraju čitaonica ispred svetišta. Studentski domovi nalaze se u donjem dijelu, na istočnom i zapadnom krilu, i tako zatvaraju unutarnje dvorište. Najprometnija i najživlja mjesta na taj način su daleko od svetišta, kojemu je teže pristupiti i gdje se nalazi više svetkovina. Uništio ga je Jung Yoo-jae-ran 1597., da bi se 1603. preselio u Nachon do 1612. god. kada je obnovljen na trenutnoj lokaciji starih ruševina. |
| 3.   |       | Oksan seowon (옥산서원)              | 1572.   | Gyeongju, Sjeverni Gyeongsang      | 36°0′42″N 129°9′48″E / 36.01167°N 129.16333°E   | Osnovao ga je Yi Je-min (李 齊 閔), ministar Gyeongjua, i lokalni konfucijanski učenjaci 1572. godine, pete godine vladavine kralja Seonjoa, u spomen na znanstvena postignuća i vrline konfucijanskog učenjaka i političara Yi Eon-jeoka (1491. – 1553.). |
| 4.   |       | Dosan seowon (도산 서원)             | 1574.   | Andong, Sjeverni Gyeongsang        | 36°43′38″N 128°50′36″E / 36.72722°N 128.84333°E | Podignuli su ga u znak sjećanja i četiri godine nakon smrti korejskog konfucijskog učenjaka Yi Hwanga njegovi učenici. Yi Hwang se povukao na ovu lokaciju 1549. godine i započeo gradnju na tom mjestu. Ova privatna konfucijska akademija je podučavala klasike i odavala počast mudracima redovitim spomen-obredima, a poznata je kao dom Toegye škole misli više od 400 godina. Iako je obrazovna funkcija ustanove odavno prestala, prigodne svečanosti održavaju se dva puta godišnje. Dosan seowon se nalazio na naličju južnokorejske novčanice od 1.000 vona od 1975. do 2007. |
| 5.   |       | Piram seowon (장성 필암서원)         | 1590.   | Jangseong, Južna Jeolla            | 35°18′38″N 126°45′6″E / 35.31056°N 126.75167°E  | Osnovao ga je Yang Jing (梁子徵) u čast svog učitelja i punca, Kim In-hooa (金麟厚). Proširio ga je 1624. god. Kwon Sang. Označen je kao nacionalno blago Južne Koreje br. 242. 1976. god. |
| 6.   |       | Dodong seowon (도동서원)             | 1568.   | Dalseong, Daegu (Južni Gyeongsang) | 35°42′3″N 128°22′19″E / 35.70083°N 128.37194°E  | Osnovan u čast učitelja Kim Won-pila (김굉필), uništen je u Japanskoj invaziji (1592. – 1598.) i obnovljen je 1605. god. Označen je kao nacionalno blago Južne Koreje br. 488. 2007. god. |
| 7.   |       | Byeongsan seowon (병산서원)          | 1613.   | Andong, Sjeverni Gyeongsang        | 36°32′28″N 128°33′11″E / 36.54111°N 128.55306°E | Kao Jondeoksa (尊 德 祠) prvi je seowon koji su osnovali lokalni konfucijanski učenjaci, posebice Jeong Gyeong-se (鄭經世) 1613. god., pete godine vladavine kralja Gwanghaegunga, u spomen na znanstvena postignuća i vrline uglednog konfucijanskog učenjaka i političara Ryu Seong-ryonga. On je 1572. godine preselio seowon na trenutno mjesto. |
| 8.   |       | Museong seowon (무성서원)            | 1613.   | Jeongeup, Sjeverna Jeolla          | 35°36′7″N 126°59′1″E / 35.60194°N 126.98361°E   | Museong seowon, nacionalno blago Južne Koreje br. 166. iz 1968. god., poznat i kao Wushu Shoin, osnovan je u čast učitelja Choe Chiwona (최치원) iz 9. st. Bio je izgrađen na mjestu starog svetišta iz dinastije Silla spajanjem ruševina dvorca i dva svetišta, te je proširen 1784. god. Godine 1868. Museongwon je bio u krizi zbog pustošenja Daewonguna, te su tri zgrade isključena iz komopleksa. Jedna od njih je danas jedan od najpoznatijih budističkih samostana u Koreji. |
| 9.   |       | Donam seowon (돈암서원)              | 1634.   | Nonsan, Južni Chungcheong          | 36°12′33″N 127°10′51″E / 36.20917°N 127.18083°E | Osnovan je u čast učitelja Gim Jangsaenga (김장생). Godine 1881. (18. godina kralja Kojonga) poplavne vode su se slijevale u prednji dio dvorišta i znatno ga oštetile. Obnovljen je i označen je kao nacionalno blago Južne Koreje br. 383. 1993. god. |